# Agnesiella fatima
Agnesiella fatima är en insektsart som beskrevs av Irena Dworakowska 1994. Agnesiella fatima ingår i släktet Agnesiella och familjen dvärgstritar. Inga underarter finns listade i Catalogue of Life.